# Joseph Eduard d’Alton

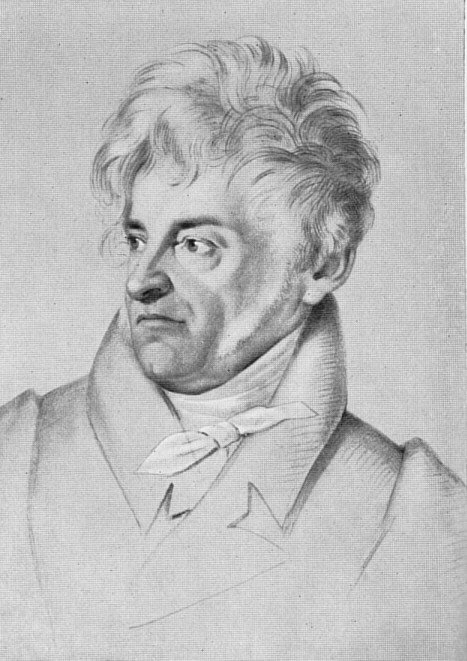
Joseph Eduard d'Alton. Kreidezeichnung von Johann Joseph Schmeller (1794–1841)

Joseph Wilhelm Eduard d’Alton (* 11. August 1772 in Aquileia; † 11. Mai 1840 in Bonn) war ein österreichischer Anatom, Hochschullehrer, Archäologe, Zeichner, Kupferstecher und Kunstkritiker.

## Leben
Eduard d’Alton wurde in Aquileia bei Triest geboren und wuchs in Wien auf. Er unternahm Reisen nach Italien, lebte in Altona (1802/03) und auf Einladung von Karl August von Sachsen-Weimar in Tiefurt (1809/10), wo er Goethe und Lorenz Oken kennenlernte. Im Juli 1816 kam Alton auf Einladung Christian Heinrich Panders zum Medizinstudium nach Würzburg, wo der Anatom Ignaz Döllinger Panders und Altons akademischer Lehrer war. Den wesentlichen Anteil an dem Buch Beiträge zur Entwicklungsgeschichte des Hühnchens im Eye hatten Alton und Ignaz Döllinger.
Alton wurde ohne Habilitation an die 1818 gegründete Universität Bonn berufen. Im Herbst 1818 trat er sein Amt als außerordentlicher Professor der Anatomie an. Eine seiner ersten Vorlesungen war im Wintersemester 1819/20 Über das Zeitalter der klassischen Kunst und Perikles, in Beziehung auf die Atheniensischen Erwerbungen des Lord Elgin. Zu seinen bekanntesten Studenten zählten Prinz Albert von Sachsen-Coburg und sein Bruder Ernst (1837) sowie Karl Marx in der Vorlesung Kunstgeschichte des Mittelalters bis auf die neueste Zeit (Wintersemester 1835/36). Am 21. Januar 1827 wurde er zum „ordentlichen Professor für Kunstgeschichte“ ernannt. D'Alton starb nach einem zweijährigen Halsleiden am 11. Mai 1840 in Bonn, er liegt auf dem dortigen Alten Friedhof begraben. Ab 1818 war er Mitglied der Deutschen Akademie der Naturforscher Leopoldina, ab 1831 Mitglied der Preußischen Akademie der Künste in Berlin, Sektion für die Bildenden Künste.

## Familie
Über die Eltern von Joseph Eduard d’Alton gibt es keine genauen Angaben. Er soll irische Vorfahren gehabt haben. Sein Vater soll ein hoher österreichischer Offizier gewesen sein und beide Eltern sollen um 1774 verstorben sein. Die Namen und Lebensdaten beider Eltern sind unbekannt.
D'Alton war mit Sophie Friederike Buch (* 1776; † 1852) verheiratet. Sie war die Ehefrau von Johann Jacob Casimir Buch (* 17. September 1778; † 13. März 1851 in Frankfurt am Main). Wann diese Ehe geschieden wurde und wann Sophie Friederike D'Alton heiratete, ist bisher unbekannt. Am 17. Juli 1803 wurde in St. Goar Johann Samuel Eduard Buch geboren. Als Vater war Johann Jacob Casimir Buch angegeben, als einer der Zeugen d’Alton angegeben. Am 1. März 1805 wurde Maria Friederike Buch in Mainz geboren und am 11. März 1805 in Frankfurt am Main getauft. Beide Male ist als Vater Johann Jacob Casimir Buch angegeben. Ob Joseph Eduard d’Alton der leibliche Vater oder der Adoptivvater dieser beiden Kinder war, ist mit den Urkunden nicht zu beweisen. Sicher ist, das beide Kinder ihn als ihren Vater ansahen. Auch in den Lexikaartikeln wird Johann Samuel Eduard d’Alton als sein Sohn bezeichnet.

## Zitate
„Sonnabend den 16. April 1825. Bei Goethe zu Tisch mit D’Alton, dessen Bekanntschaft ich vorigen Sommer in Bonn gemacht und welchen wiederzuseheen ich große Freude hatte. D’Alton ist ganz ein Mann nach Goethes Sinne; auch findet zwischen beiden ein sehr schönes Verhältnis statt. In seiner Wissenschaft erscheint er von großer Bedeutung, so daß Goethe seine Äußerungen werthält und jedes seiner Worte beachtet. Dabei ist D’Alton als Mensch liebenswürdig, geistreich, und von einer Redegabe und einer Fülle hervorquellender Gedanken, daß er wohl wenige seinesgleichen hat und man nicht satt wird, ihm zuzuhören.“

## Werke
- Naturgeschichte des Pferdes. Erster Theil. Das Pferd und dessen verschiedene Raçen. Mit Kupfern. In Commission beim Landes-Industrie Comptoir, Weimar 1810 Digitalisat
- Anatomie des Pferdes. Der Naturgeschichte des Pferdes zweiter Theil, Mit Kupfern. In Commission beim Landes-Industrie Comptoir, Weimar 1816 Digitalisat
- Kupfertafeln. In: Christian Heinrich Pander: Beiträge zur Entwicklungsgeschichte des Hühnchens im Eye. Würzburg 1817
- C. H. Pander und Ed. d' Alton: Vergleichende Osteologie . Eduard Weber, Bonn 1821-1838
  - Die Skelete der Cetaceen abgebildet und beschrieben von Dr. E. D'Alton. Eduard Weber, Bonn 1827 Digitalisat
- (Hrsg.): Samuelis Thomae a Sömmering quatuor hominis adulti encephalum describentes tabulas, ut lectionnum in univ. Fredric.-Guilelm. habendarum licentiam nancisceretur comentar. illust. Laue, Berlin 1830
- Ueber die von Herrn Sellow mitgebrachten fossilen Pflanzenfragmente aus der Banda oriental und die dazu gehörigen Knochenüberreste. Dümmler, Berlin 1835

## Archivalien und Briefe
- Eigenhändiger Lebenslauf vom 30. Juni 1831. Stiftung Archiv der Akademie der Künste, Berlin (SAdK). Bestand Preußische Akademie der Künste (PrAdK). Personalnachrichten, Bildende Kunst A–E. Nr. 390
- Alton an Friedrich Justin Bertuch 8. September 1811. Universitäts- und Landesbibliothek Bonn. Signatur: S 1239
- Alton an Carl Gustav Carus 30. Oktober 1829. Sächsische Landesbibliothek – Staats- und Universitätsbibliothek Dresden. Signatur: Mscr.Dresd.h.45, Bd. 1, Nr. 4 (Open Access)
- Alton an Adelbert von Chamisso. 28. Dezember 1825. Staatsbibliothek Berlin / Handschriftenabteilung . Signatur Nachl. Adelbert von Chamisso, K. 26, Nr. 3
- Alton an Johann Mathias Heberle 30. März 1824. Universitäts- und Landesbibliothek Bonn. Signatur: S 2612 (2)
- Alton an Karl Ludwig von Knebel 12. Januar 1811. Goethe-Museum, Düsseldorf.
- Alton an Sibylle Mertens-Schaaffhausen o. D. Universitäts- und Landesbibliothek Bonn. Signatur: S 1239
- Alton an Heinrich Meyer 20. Januar 1810. Freies Deutsches Hochstift, Frankfurt am Main. Signatur: 2825
- Alton an Heinrich Eberhard Gottlob Paulus o. D. Universitätsbibliothek Heidelberg Signatur: Heid. Hs. 853,7
- Alton an August Wilhelm von Schlegel 15. Mai 1839; 17. Mai 1839; 31. Mai 1840. Sächsische Landesbibliothek – Staats- und Universitätsbibliothek Dresden. Signatur: Mscr.Dresd.e.90,XIX, Bd. 1, Nr. 9; Nr. 10; Nr. 11
- Alton an August Wilhelm von Schlegel 14. April 1840. Universitäts- und Landesbibliothek Bonn. Digitalisat
- Alton an Geheimen Oberregierungsrat Joh. Schulze 9. Oktober 1832. Goethe-Museum, Düsseldorf. Signatur: 3963
- Alton an Amalie Henriette Caroline Voigt drei Briefe 1814-1822. Goethe-und-Schiller-Archiv Weimar
- Alton an Karl vom Stein zum Altenstein 16. November 1823. Universitäts- und Landesbibliothek Bonn. Signatur S 1239
- Alton an Rudolph Weigel 10. Dezember 1833. Universitäts- und Landesbibliothek Bonn. Signatur S 1239
- Alton an Rudolph Weigel 29. Dezember 1833. Bayerische Staatsbibliothek München. Signatur: Autogr. Alton, Eduard d'
- Alton an K. Weiss. Sieben Briefe 1835-1837. Universitäts- und Landesbibliothek Bonn. Signatur S 1239
- Alton an Goethe 3. September 1822 und 4. Oktober 1826
- Goethe (Konzept) an Alton 19. November 1820
- Goethe an Alton 28. Dezember 1820